# قيفوزشعت (رخيوت)
قيفوز شعت منطقة سكنية تقع في ولاية رخيوت، التابعة لمحافظة ظفار في سلطنة عمان. يقدر عدد سكانها بـ 122 نسمة حسب إحصاء عام 2010 التابع للمركز الوطني للإحصاء والمعلومات الحكومي. رمز المنطقة هو 20410180.

## الوصلات الخارجية
- المركز الوطني للإحصاء والمعلومات، سلطنة عمان